# Cody Williams
Cody Leron Williams (San Luis Obispo, 20 de novembro de 2004) é um jogador norte-americano de basquete profissional que atualmente joga no Utah Jazz da National Basketball Association (NBA).
Ele jogou basquete universitário pela Universidade do Colorado em Boulder e foi selecionado pelo Jazz como a décima escolha geral no draft da NBA de 2024.

## Primeiros anos
Williams nasceu em San Luis Obispo, Califórnia, e cresceu em Gilbert, Arizona, depois que sua família se mudou para lá quando ele era jovem. Ele estudou na Perry High School. Em seu terceiro ano, Williams foi nomeado o Jogador do Ano da Premier Region após ter médias de 13 pontos, quatro rebotes, três assistências e dois roubos de bola, enquanto sua escola venceu o campeonato estadual. Williams teve médias de 18,4 pontos, 6,7 rebotes e quatro assistências em seu último ano, enquanto liderava sua equipe para um recorde de 30-1 e um segundo campeonato estadual consecutivo.
Williams foi um recruta de cinco estrelas de consenso e um dos melhores jogadores da classe de 2023, de acordo com os principais serviços de recrutamento. Em 9 de novembro de 2022, Williams se comprometeu a jogar basquete universitário pela Universidade do Colorado em Boulder após considerar ofertas da LSU, Arizona, UCLA e USC. Ele se tornou o recruta comprometido com a melhor classificação na história do programa e o primeiro recruta de cinco estrelas a se juntar ao Colorado.

## Carreira universitária
Como calouro, Williams teve médias de 11,9 pontos e 3,0 rebotes, ajudando sua equipe a ganhar uma vaga no Torneio da NCAA. Ele foi nomeado para a Equipe de Calouros da Pac-12. Após a temporada, Williams declarou para o draft da NBA de 2024.

## Carreira profissional

### Utah Jazz (2024–Presente)
Em 26 de junho de 2024, Williams foi selecionado pelo Utah Jazz como a décima escolha geral no draft da NBA de 2024 e em 2 de julho, ele assinou um contrato de 4 anos e US$24.9 milhões com eles. Ao longo de sua temporada de novato, ele foi designado várias vezes para o Salt Lake City Stars da G-League.

## Estatísticas da carreira

### Universidade
| Ano     | Equipe   | PJ | PT | MPJ  | AP   | 3P   | LL   | RT  | AS  | BR | TO | PPJ  |
| ------- | -------- | -- | -- | ---- | ---- | ---- | ---- | --- | --- | -- | -- | ---- |
| 2023–24 | Colorado | 24 | 18 | 28.4 | .552 | .415 | .714 | 3.0 | 1.6 | .6 | .7 | 11.9 |

## Vida pessoal
Williams é filho de Ron e Nicole Williams. Ele tem dois irmãos mais velhos, Jasmine e Jalen. O irmão mais velho de Williams, Jalen Williams, atualmente joga pelo Oklahoma City Thunder na NBA.